# Mark Pederson
Mark Pederson (narozený: 14. ledna 1968) je bývalý hokejový lední hráč, který hrál pět sezón v NHL za Montreal Canadiens, Philadelphia Flyers, San Jose Sharks a Detroit Red Wings od sezóny 1989-90 do sezóny 1993-1994. Po ukončení aktivní herní kariéry trénoval tým Tilburg Trappers v holandské Eredivisie a Srbský národní tým. Poté odešel do Japonska kde je momentálně hlavní trenér týmu HC Nikko Ice Bucks.

## Kariéra
Pederson byl vybrán v 15. kole NHL Draftu v roce 1986. V NHL odehrál 169 zápasů, vstřelil 35 branek, nahrál na 85 gólů.